# Comunicado
Comunicado é um texto cativante, inédito, verdadeiro, objectivo e denotativo. Um comunicado representa um antónimo de comunicação já que este não espera obter uma resposta por parte do receptor, enquanto que para haver comunicação têm que pelo menos existir um emissor e um receptor. Os comunicados são escritos para anunciar alguma ideia ou lei (comunicar algo a alguém).

## Características
Em geral, o comunicado contém informação voltada para os próprios jornalistas, como a troca nos números de telefone da instituição ou o cancelamento de uma entrevista coletiva, por exemplo.
Ao primeiro paragrafo chama-mos de introdução ou lead. Alguns apresentam introdução de acordo com a estrutura do texto narrativo. Outros têm, logo no inicio, um parágrafo-síntese da matéria que o resto do texto desenvolve (data, hora, local, entidade/s predominantemente envolvida/s)
Os restantes parágrafos têm tendência a ser curtos, com uma linguagem simples e muito clara e contêm as informações ordenadas das mais importantes para as menos importantes.